# 주케냐 대한민국 대사관
주케냐 대한민국 대사관은 1964년 케냐 나이로비에 개설된 대한민국 외교부 소속의 대사관이다. 이 공관은 소말리아를 겸임하고 있다.

## 역사
대한민국은 1963년 8월 15일 주케냐 대한민국 총영사관을 개설하고 12월 12일 케냐 승인 후 1964년 2월 7일 양국간 외교 관계 수립과 함께 총영사관을 대사관으로 승격하였다. 1989년 12월에는 주한 케냐 명예총영사관이 개설되었다가, 2007년에 주한 케냐 대사관이 개설되었다.
케냐는 비동맹주의 온건국가로서 독립 이후 친한적 정책을 추구하여 한반도 평화통일을 위한 남북한 직접 대화, 남북한 유엔 동시가입, 조선민주주의인민공화국의 국제 원자력 기구 핵사찰 수용 등 대한민국의 기본입장을 지지해왔다.
그러나 비동맹국가라는 입장 때문에 유엔 등에서 한국에 대해 소극적으로 동조 입장을 취해오다가 1982년 8월 전두환 대통령의 케냐 방문, 1983년 10월 미얀마의 아웅산 묘역 테러 사건 등을 계기로 적극적인 지지 입장으로 선회하였다. 또한 1990년 9월 대니얼 아랍 모이 대통령의 방한으로 양국의 협력 관계가 더욱 강화되었다.

## 역대 대사
- 제1대: 임윤영 (1966년 11월 14일 신임장 제정)
- 제2대: 백인환 (1971년 4월 20일 신임장 제정)
- 제3대: 연하구 (1974년 5월 23일 신임장 제정)
- 제4대: 정도순 (1977년 8월 10일 신임장 제정)
- 제5대: 강석재 (1981년 2월 20일 신임장 제정)
- 제6대: 최동진 (1985년 7월 10일 신임장 제정)
- 제7대: 이동익 (1988년 6월 17일 신임장 제정)
- 제8대: 라원찬 (1991년 5월 16일 신임장 제정)
- 제9대: 권순대 (1993년 12월 1일 신임장 제정)
- 제10대: 박명준 (1996년 10월 8일 신임장 제정)
- 제11대: 권종락 (1999년 9월 14일 신임장 제정)
- 제12대: 이석조 (2002년 9월 23일 신임장 제정)
- 제13대: 염기섭 (2005년 12월 16일 신임장 제정)
- 제14대: 이한곤 (2008년 7월 9일 신임장 제정)
- 제15대: 김찬우 (2011년 5월 18일 신임장 제정)
- 제16대: 최동규 (2014년 5월 29일 신임장 제정)
- 제17대: 권영대 (2015년 10월 15일 신임장 제정)
- 제18대: 최영한 (2018년 12월 7일 신임장 제정)
- 제19대: 여성준 (2022년 4월 1일 신임장 제정)
- 제20대: 강형식 (2025년 2월 3일 신임장 제정)

## 같이 보기
- 주한 케냐 대사관
- 대한민국의 재외공관 목록
- 케냐 주재 외국공관 목록
- 대한민국-케냐 관계